# The Official UK Charts Company

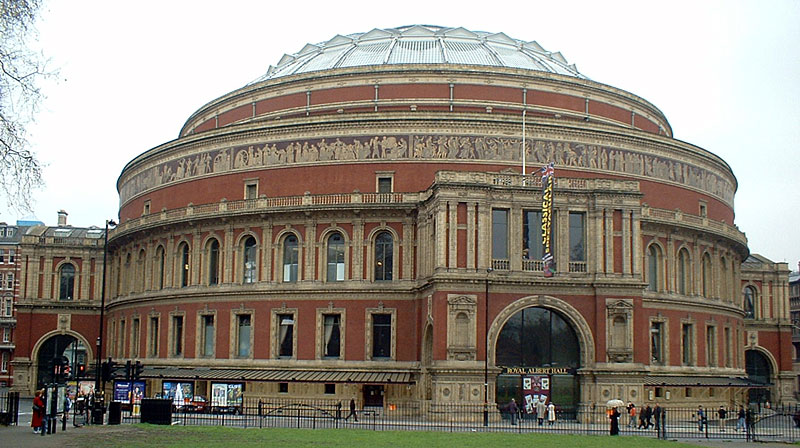
El Royal Albert Hall, Londres, un lloc important per a totes les formes de la música.

The Official UK Charts Company (OCC) (en català, Companyia Oficial de Llistes de Regne Unit) anteriorment anomenada Chart Information Network (CIN) (en català, Xarxa informativa de llistes) és una companyia encarregada de l'elaboració de les llistes de popularitat oficials de fonogrames i videogrames al Regne Unit, els enregistraments es qualifiquen en diferents categories: senzills, àlbums, DVD, descàrregues digitals, vídeos musicals, etc. Així mateix com subcategories es té en compte el gènere musical, totes les llistes de l'OCC es publiquen semanalmenalmente els diumenges, les vendes de les llistes es basen en la setmana anterior a la seva publicació comptant de diumenge a dissabte. L'OCC cobreix el 99% de senzills i el 95% d'àlbums en el mercat. Actualment l'OCC és posseïda i operada per la British Phonographic Industry i la British Association of Record Dealers.